# Teoctisto de Palestina

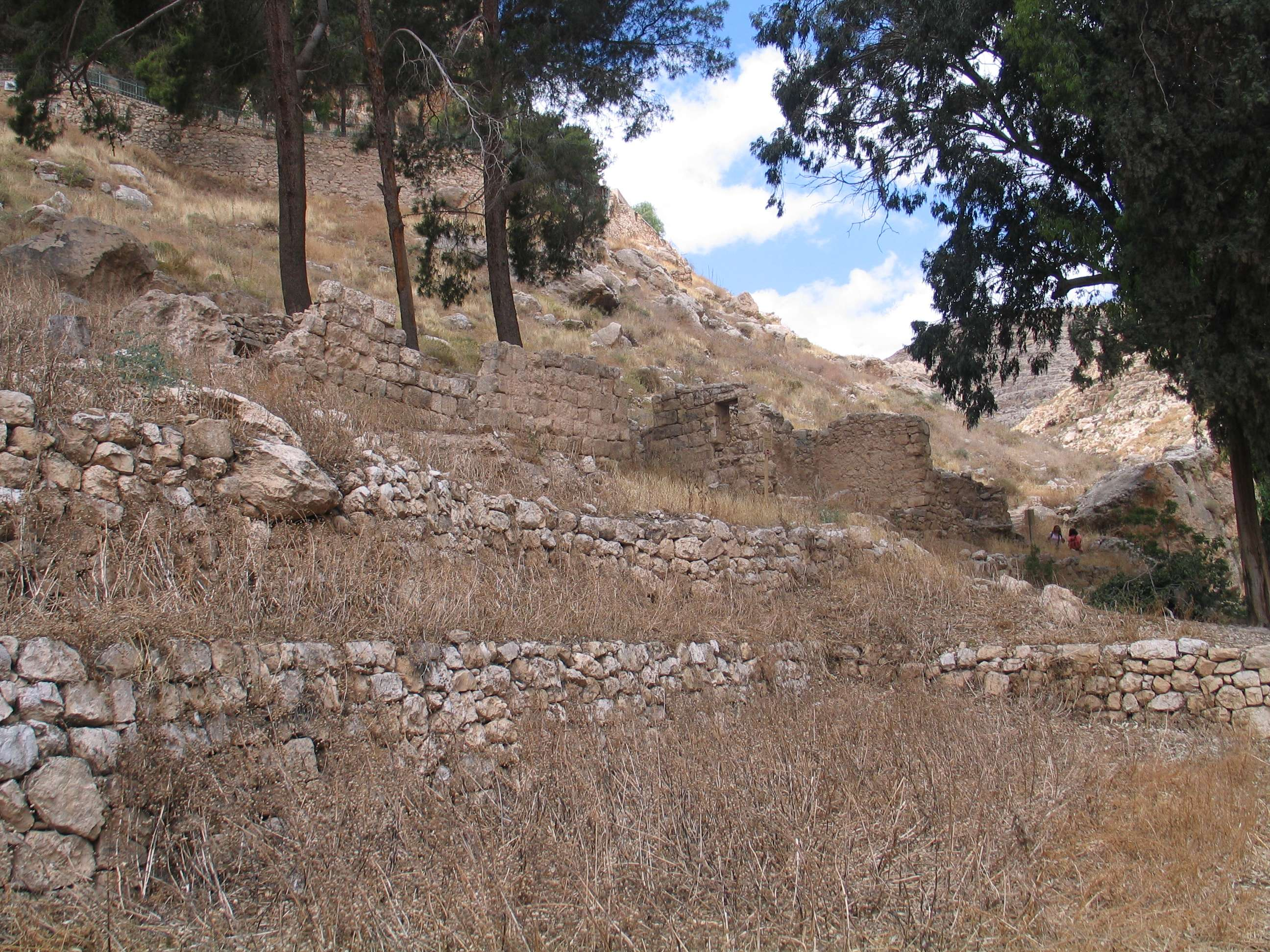
Restos del monasterio de Farán/Parán

Teoctisto, Theoctistus o Theoktistos, conocido como Venerable Teoctisto de Palestina, fue un asceta, compañero de Eutimio el Grande, junto a quien vivió en una celda cercana en la Laura de Farán/Parán.

## Vida ascética
Unos cinco años después de la llegada de Eutimio, se retiraron al desierto para pasar la Cuaresma y encontraron en el cauce de un uadi una gran cueva donde permanecieron rezando en soledad durante algún tiempo. Unos pastores de Betania acabaron descubriéndolos y la gente de la zona comenzó a visitarlos en busca de guía espiritual y para llevarles comida. Los monjes construyeron entonces una iglesia. Cuando llegaron otros monjes en busca de instrucción, Eutimio y Teoctisto construyeron sobre la cueva de la iglesia. Teoctisto se convirtió en higúmeno del monasterio.

## Muerte y conmemoración
Teoctisto murió en 451, a una edad avanzada, y es conmemorado el 3 de septiembre.

## Leer más
- Baring-Gould, S. (1897). The Lives of the Saints 1. London: J. C. Nimmo.

- Datos: Q10376024
- Multimedia: Theoctistus of Palestine / Q10376024